# Parque nacional marino del Golfo de Kutch
El parque nacional marino del Golfo de Kutch es un parque nacional de la India, en el estado de Guyarat. Destaca que aquí se encuentren tres especies de delfines. Se encuentra en la orilla meridional del golfo de Kutch en el distrito de Jamnagar. En 1980, una superficie de 270 km² desde Okha a Jodiya fue declarada santuario marino. Más tarde, en 1982, una zona núcleo de 110 km² fue declarada Parque nacional marino bajo las prescripciones de la Ley (de protección) de la vida salvaje, 1972 de la India. Es el primer parque marino nacional de la India. Hay 42 islas de la costa de Jamnagar en el Parque nacional marino, la mayor parte de ellas rodeadas por arrecifes. La isla más conocida es Pirotan.

## Fauna
La fauna que aquí se encuentra están: 70 especies de esponjas, 52 de coral incluyendo 42 especies de coral duro y 10 especies de coral blando. Medusas, carabela portuguesa y anémonas de mar son otros celentéreos que se pueden encontrar aquí. Entre los artrópodos hay 27 especies de gambas, 30 especies de cangrejos, langostas, camarones y otros crustáceos. Entre los moluscos hay ostras perlíferas y nudibranquios. También se encuentran pulpos que cambian de color.
Hay equinodermos como estrellas de mar, pepinos de mar y erizos de mar. Se encuentran aquí peces como el pez globo, el caballito de mar, la raya de aguijón, el saltarín del fango y el tiburón ballena, que es una especie en peligro de extinción. También hay tortugas marinas en peligro como la tortuga verde, la tortuga olivácea y la tortuga laúd; y tres especies de serpientes de mar.
Hay dugongos y cetáceos menores como la marsopa sin aleta, el delfín común, el delfín "nariz de botella" y delfín jorobado del Indo-Pacífico. Se ven ballenas más grandes como el rorcual azul, o el rorcual norteño. La yubarta y el cachalote pueden haber desaparecido por completo debido a la caza ilegal perpetrada por la Unión Soviética y Japón. Los tiburones ballena se pueden encontrar en zonas más profundas. A lo largo del golfo aparece una colonia sorprendentemente grande de flamenco común, que llega a 20.000 nidos. Hay 42 islas en el mar de Arabia con arrecifes de coral y el parque se encuentra en uno de ellos.

## Biodiversidad y desafíos conservacionistas
El parque nacional marino del Golfo de Kutch es un ecosistema frágil. En años recientes, la biodiversidad de parque marino ha estado bajo la amenaza de la extracción de corales y arenas por industrias cementeras, incrementada turbiedad del agua, refinerías de petróleo, industrias químicas y barcos de pesca mecanizados. En la actualidad, 31 especies de corales están documentadas en el parque nacional marino (Kumar et al. 2014).